# Guillermo Cantú
Guillermo Cantú (* 12. Januar 1968 in Torreón, Coahuila) ist ein ehemaliger mexikanischer Fußballspieler, der vorwiegend im defensiven Mittelfeld agierte.

## Laufbahn
Cantú verbrachte die meiste Zeit seiner Profikarriere beim damals noch in der Hauptstadt beheimateten Club Atlante, mit dem er in der Saison 1992/93 die mexikanische Fußballmeisterschaft gewann. Außerdem spielte er in der Saison 1990/91 auf Leihbasis für den Club León und zum Abschluss seiner aktiven Laufbahn in der Saison 1997/98 bei Atlético Celaya.
Zwischen dem 18. Juli 1993 (8:0 gegen Kanada) und dem 2. Februar 1994 (1:4 gegen Russland) kam Cantú zu insgesamt vier Länderspieleinsätzen für die mexikanische Nationalmannschaft.

## Erfolge
- Mexikanischer Meister: 1992/93